# Tyler Mitchell
Tyler Mitchell (nascut el 12 d'abril de 1995) és un fotògraf nord-americà. Viu a Brooklyn, Nova York, i és conegut sobretot per la seva foto de portada de Beyoncé per a la portada de Vogue.

## Primers anys de vida
Mitchell va créixer a Marietta, Geòrgia. Durant novè grau, es va comprar una càmera Canon i va aprendre autodidàcticament gravant vídeos de monopatins. Durant l'aprenentatge es va inspirar en Spike Jonze i també va aprendre tot sol a editar mitjançant tutorials de YouTube. Mitchell va assistir a The Westminster Schools of Atlanta.
El 2015, Mitchell que tenia 20 anys, va crear i publicar el seu primer llibre després de visitar l'Havana, Cuba, durant un curs de fotografia de sis setmanes. Mentre era allà va documentar la vida del monopatí de carrer i l'arquitectura a l'Havana i el va convertir en un llibre de 108 pàgines anomenat El Paquete.
Mitchell va assistir a la Tisch School of the Arts de la Universitat de Nova York, on va estudiar cinematografia de cinema i televisió. A Tisch, va estudiar amb Deborah Willis i es va graduar el 2017.

## Carrera
Als 23 anys, abans de fotografiar a Beyoncé per a la portada del número de setembre de 2018 ' Vogue americana, va aconseguir molta experiència fent i editant curtmetratges a casa i durant els seu primer any a la universitat va gravar vídeos musicals per al raper Kevin Abstract. A més, abans de la portada de Vogue, Mitchell va treballar amb Teen Vogue per documentar i fotografiar activistes adolescents de control d'armes per l'edició digital de la revista. Un parell de mesos més tard, Mitchell es va convertir en el primer afroamericà a fotografiar per a la portada de American Vogue, i també en un dels fotògrafs més joves a fer-ho. El 2019, la Smithsonian National Portrait Gallery va adquirir un dels retrats de Beyoncé de Mitchell per a la seva col·lecció permanent.
Mitchell també ha treballat per a empreses com Marc Jacobs, JW Anderson, Converse, Nike, Givenchy i Loewe. El seu treball inclou fotografia de moda, fotografia artística i projectes cinematogràfics, que inclouen temes autobiogràfics i temes d'identitat.
El 2019, Mitchell va realitzar la seva primera exposició individual al Foam Fotografiemuseum Amsterdam del 19 d'abril al 5 de juny titulada I Can Make You Feel Good, que incloïa treballs de vídeo, fotografies i instal·lacions. L'exposició va viatjar al Centre Internacional de Fotografia de Nova York i s'hi va mostrar fins al maig de 2020.</link>

## Llegat i estil
Mitchell ha estat elogiat per documentar expressions matisades de la vida negra, que s'ha referit com una "visió utòpica negra". La seva exposició I Can Make You Feel Good presenta fotografies de persones negres gaudint de la vida diària, principalment a l'aire lliure, que The New York Times afirma que "desafien les representacions històriques de l'art del temps lliure com a àmbit de la noblesa blanca". Explora la recuperació cultural en el seu treball professional com a fotògraf de moda.
Mitchell cita Ryan McGinley i Larry Clark com a influències primerenques. La seva obra també s'ha contextualitzat en referència a artistes com Kehinde Wiley, Jamel Shabazz i Nadine Ijewere.

## Exposicions
- Estic fent Pretty Hood al meu polo rosa, Galeria Red Hook Labs i Galeria Aperture, 2018[14][4]
- Labs New Artists II (exposició col·lectiva), Red Hook Labs Gallery, Brooklyn, Nova York, juny de 2018[15]
- The Way We Live Now (exposició col·lectiva), Aperture Foundation, Nova York, juny – agost de 2018[16]
- I Can Make You Feel Good, Foam Fotografiemuseum Amsterdam, abril-juny de 2019[17]
- I Can Make You Feel Good, Centre Internacional de Fotografia, gener de 2020 - maig de 2020[18]

## Llibres
- I Can Make You Feel Good. 20ISBN 978379138608920. ISBN 9783791386089

## Premis
- Forbes 30 menors de 30 anys - Art i estil 2019[6]
- British Fashion Council - New Wave Creative[19]
- Dazed Digital - Dazed 100 2016[20]
- BET : llista de BET's Future 40 2020[21]
- Premi 2021 a la Fotografia Editorial, Publicitària i de Moda, Royal Photographic Society